# Championnat de Saint-Christophe-et-Niévès de football 2009
Navigation
Saison précédente Saison suivante
La saison 2009 du Championnat de Saint-Christophe-et-Niévès de football est la quarante-sixième édition de la Premier League, le championnat de première division à Saint-Christophe-et-Niévès. La compétition voit son démarrage retardé à la suite d'un conflit entre la fédération et la majorité des clubs engagés en Premier League. Par conséquent, un championnat débute en novembre 2008 avec 5 des clubs de l'élite et 2 clubs de deuxième division. Un accord est finalement trouvé et en avril 2009, la Super League débute, avec les 9 clubs de la saison précédente, KFC Challengers United (promu cette saison) plus trois équipes de D2. Avec ce format inhabituel à treize, les clubs ne se rencontrent qu'une seule fois en phase régulière. Les quatre premiers jouent ensuite la phase finale tandis que les 4 derniers sont relégués en Second Division.
C'est le club de St. Paul's United FC qui remporte la compétition cette saison après avoir battu Washington Archibald High School FC lors de la finale nationale. Il s’agit du second titre de champion de Saint-Christophe-et-Niévès de l'histoire du club après celui obtenu en 1999.

## Les clubs participants
- Village Superstars
- Garden Hotspurs
- Mantab FC
- Caribbean Stars Conaree FC
- Washington Archibald High School FC
- Strikers FC
- St Peter's FC
- Newtown United
- St. Paul's United FC
- KFC Challengers United - Promu de Second Division
- Lodge Patriots FC - Promu de Second Division
- Parsons United FC - Promu de Second Division
- Cayon Rockets - Promu de Second Division

## Compétition
Le barème de points servant à établir le classement se décompose ainsi :
- Victoire : 3 points
- Match nul : 1 point
- Défaite : 0 point

### Phase régulière
| Rang | Équipe                              | Pts | J  | G  | N | P  | Bp | Bc | Diff |
| ---- | ----------------------------------- | --- | -- | -- | - | -- | -- | -- | ---- |
| 1    | Newtown UnitedT                     | 31  | 12 | 10 | 1 | 1  | 47 | 12 | +35  |
| 2    | Garden Hotspurs FC                  | 30  | 12 | 9  | 3 | 0  | 38 | 13 | +25  |
| 3    | St. Paul's United FC                | 27  | 12 | 8  | 3 | 1  | 26 | 10 | +16  |
| 4    | Washington Archibald High School FC | 22  | 12 | 6  | 4 | 2  | 17 | 11 | +6   |
| 5    | Village Superstars                  | 18  | 12 | 5  | 3 | 4  | 16 | 12 | +4   |
| 6    | St Peter's FC                       | 17  | 12 | 5  | 2 | 5  | 23 | 15 | +8   |
| 7    | Caribbean Stars Conaree FC          | 16  | 12 | 4  | 4 | 4  | 11 | 11 | 0    |
| 8    | Mantab FC                           | 14  | 12 | 4  | 2 | 6  | 16 | 17 | -1   |
| 9    | KFC Challengers UnitedP             | 12  | 11 | 3  | 3 | 5  | 13 | 27 | -14  |
| 10   | Strikers FC                         | 10  | 10 | 3  | 1 | 6  | 9  | 20 | -11  |
| 11   | Cayon RocketsP                      | 7   | 11 | 1  | 4 | 6  | 8  | 19 | -11  |
| 12   | Parsons United FCP                  | 4   | 12 | 1  | 1 | 10 | 8  | 30 | -22  |
| 13   | Lodge Patriots FCP                  | 3   | 12 | 0  | 3 | 9  | 6  | 41 | -35  |

|  | Qualification pour la phase finale               |
|  | Relégation directe en Second Division            |
|  | T : Tenant du titre P : Promu de Second Division |

- Strikers FC abandonne la rencontre face à KFC Challengers United à la 69e minute alors qu'il est mené 2-0. Le résultat de la rencontre entre Strikers FC et Cayon Rockets n'est pas connu.

### Phase finale
| Rang | Équipe                              | Pts | J | G | N | P | Bp | Bc | Diff |  | Résultats (▼ dom., ► ext.)          | StP | WAr | New | Gar |
| ---- | ----------------------------------- | --- | - | - | - | - | -- | -- | ---- |  | ----------------------------------- | --- | --- | --- | --- |
| 1    | St. Paul's United FC                | 7   | 3 | 2 | 1 | 0 | 5  | 1  | +4   |  | St. Paul's United FC                |     | 0-0 | 2-1 | 3-0 |
| 2    | Washington Archibald High School FC | 4   | 3 | 1 | 1 | 1 | 2  | 3  | -1   |  | Washington Archibald High School FC |     |     | 1-0 | 1-3 |
| 3    | Newtown UnitedT                     | 3   | 3 | 1 | 2 | 0 | 4  | 3  | +1   |  | Newtown UnitedT                     |     |     |     | 3-0 |
| 4    | Garden Hotspurs FC                  | 3   | 3 | 1 | 0 | 2 | 3  | 7  | -4   |  | Garden Hotspurs FC                  |     |     |     |     |

|  | Qualification pour la finale |
|  | T : Tenant du titre          |

### Finale nationale
La finale se joue en deux rencontres gagnantes. 
| Équipe 1                            | Résultat      | Équipe 2                            |
| ----------------------------------- | ------------- | ----------------------------------- |
| Washington Archibald High School FC | 2 - 2 2-3 tab | St. Paul's United FC                |
| St. Paul's United FC                | 1 - 0         | Washington Archibald High School FC |

- St. Paul's United FC remporte la série deux victoires à zéro et est sacré champion.

## Bilan de la saison
| Championnat de Saint-Christophe-et-Niévès de football 2009 |                                 |
| Champion                                                   | St. Paul's United FC (2e titre) |
| Qualifications continentales                               |                                 |
| CFU Club Championship 2010                                 | Aucun                           |
| Promotions et relégations                                  |                                 |
| Promus en Premier League                                   | Clarence Fitzroy Bryant College |
| Relégués en Second Division                                | Strikers FC                     |
| Relégués en Second Division                                | Cayon Rockets                   |
| Relégués en Second Division                                | Parsons United FC               |
| Relégués en Second Division                                | Lodge Patriots FC               |